# Objektivität
Objektivität (von lateinisch obiectum, dem Partizip Perfekt Passiv von obicere: das Entgegengeworfene, der Vorwurf oder der Gegenwurf) bezeichnet die Unabhängigkeit der Beurteilung oder Beschreibung einer Sache, eines Ereignisses oder eines Sachverhalts vom Beobachter beziehungsweise vom Subjekt. Die Möglichkeit eines neutralen Standpunktes, der absolute Objektivität ermöglicht, wird verneint. Objektivität ist ein Ideal der Philosophie und der Wissenschaften. Da man davon ausgeht, dass jede Sichtweise subjektiv ist, werden wissenschaftliche Ergebnisse an bestimmten, anerkannten Methoden und Standards des Forschens gemessen.

## Begriffsgeschichte
Der Begriff der Objektivität unterliegt wie alle philosophischen Begriffe einem historisch schwankenden Sprachgebrauch. Als im 14. Jahrhundert bei Philosophen wie Duns Scotus und Wilhelm von Ockham die Eigenschaft „objektiv“ auftauchte, stand das »esse objektive« – für die Beurteilung eines Gegenstandes oder Sachverhaltes, die sich aus den praktischen und kulturell erworbenen Kenntnissen eines Menschen ergab. In diesem Sinne galt »esse objektive« als gesicherte Aussage über Fakten. Damit war damals aber gerade keine standpunktlose allgemeingültige Erkenntnis der Dinge gemeint.
Der Beginn des modernen Sprachgebrauchs von „Objektivität“ wird der Aufklärungsphilosophie zugerechnet. Mit Kants Transzendentalphilosophie wurde Objektivität zum ersten Leitprinzip der Philosophie und der Wissenschaften überhaupt. „Objektiv“ war für Kant das, was der Verstand in der Erfahrung mit Hilfe der Kategorien nach bestimmten Methoden und allgemeinen Grundsätzen erkannte. Mit Kants Analyse („Kritik“) der „reinen Vernunft“ wurden Philosophen und Wissenschaftler in ihrem Wunsch bestärkt, dass objektive Erkenntnisse erreichbar seien.
Im modernen wissenschaftlichen Gebrauch zielt Objektivität auf die Beachtung gesellschaftlicher Konventionen und Normen des Wissens, die eine intersubjektive und beharrliche Reproduzierbarkeit von Erkenntnissen zum Kriterium der Objektivität machen.

## Historische Positionen
Die Brisanz des Begriffes nahm mit den Erkenntnistheorien der Aufklärungszeit zu. Einige Philosophen gingen davon aus, dass sie Fundamente für Objektivität legen können, indem sie „mentale Prozesse oder die Aktivität des Vorstellens oder Darstellens“ bei Menschen untersuchten. Andere beschränkten sich darauf festzustellen, dass Menschen aus sinnlichen Reizerlebnissen das konstituieren, was sie glauben zu wissen. Wie dies geschähe, könne im Einzelnen nicht beobachtet werden.

### Frühe Neuzeit
Spätestens das Ereignis der Reformation (1517) hatte für viele erlebbar eine, bis dahin dominante, Sicherheit und Einheit von Glauben und Wissen in Frage gestellt. Diese schon im 13. Jahrhundert durch Philosophen und Theologen sowie durch Juristen und Mediziner eingeleitete Ernüchterung hatte weitreichende Folgen. Philosophen – damals auch ein Sammelbegriff für Geistes- und Naturwissenschaftler – konnten sich für die Zuverlässigkeit ihrer Forschungsergebnisse, nicht mehr unbestritten auf die scholastische Metaphysik, die überlieferte Autorität renommierter Gelehrter bzw. auf Gott als Garanten berufen.
Francis Bacon hatte 1620 mit seinem Novum Organum scientiarum („Neues Werkzeug der Kenntnisse“) für die Wissenschaften gefordert, dass sie im Unterschied zur herkömmlichen Praxis frei von scholastisch-dogmatischen Prinzipien des Denkens bzw. der Vernunft vorangehen und dass ihre Forschungsergebnisse experimentell nachprüfbar sein sollten.

### René Descartes
René Descartes folgte mit Ideen für wissenschaftliche Methoden (Discours de la méthode, 1637) und deren Begründung durch seine Erkenntnistheorie (Meditationes de prima philosophia, 1641). Wenn Gelehrte sich an seinen Methoden und seiner Erkenntnistheorie orientierten, sollte Objektivität i. S. von ‚so ist die Welt beschaffen‘ möglich sein. Descartes behauptete dazu eine grundlegende Zweiteilung der Welt in „etwas, das ausgedehnt ist“ (res extensa) und „etwas, das denkt“ (res cogitans). Das Denken, genauer der Verstand verarbeite Repräsentationen des ‚Ausgedehnten‘, die ihm über die Sinne direkt zugänglich seien, mit Hilfe „apriorischer Ideen“ (‚ideae innatae‘). Diese ‚apriorischen Ideen‘ erkenne der Mensch ‚klar und deutlich‘. Objektivität ergab sich so für ihn aus dem selbstgewissen Denken, bzw. aus dem Vermögen, diese ‚ideae innatae‘ auf das Ausgedehnte anzuwenden. Philosophen entwickelten in den folgenden Jahrhunderten unter den Bezeichnungen ‚Erkenntnistheorie‘ bzw. ‚Epistemologie‘ variierende Antworten auf die Probleme, die der Cartesianische Vorschlag aufwarf.

### John Locke
John Locke trat in seinem Hauptwerk Ein Versuch über den menschlichen Verstand Descartes Behauptung, dass wissenschaftliche Objektivität sich durch Denken bzw. Vernunft allein begründen ließe, entgegen. Apriorische Ideen seien sowohl unerkennbar als auch für den Erwerb von Wissen unnötig. Das menschliche Bewusstsein sei bei der Geburt wie ein weißes Blatt Papier (Tabula rasa), auf das die Erfahrung erst schreibe. Ausgangspunkt jeder Erkenntnis sei die sinnliche Wahrnehmung, bzw. die Erfahrung, die auch für einfache Ideen sorge, die anlässlich sinnlicher Ereignisse abstrahiert werden. Dieses Verfahren wird auch Induktion genannt. Die Auffassungen Lockes werden auch als sensualistisch bezeichnet. Die Erkenntnis entstehe daher aus der Erfahrung, der Abstraktion einfacher Ideen und dem Vermögen der Vernunft, Wahrnehmungen zu Abbildern, komplexen Ideen und Begriffen zu verarbeiten. Objektivität ließ sich so nicht begründen. Wissenschaftler, so Locke, sollten stattdessen Hypothesen als Leitgedanken ihrer Forschung bilden und benutzen. Objektivität gäbe es nur in den abstrakten Wissenschaften, wie der Mathematik, wo sinnliche Phänomene keine Rolle spielten.

### Berkeley und Hume
George Berkeley und David Hume hielten Objektivität für unerreichbar. Das was Menschen körperlich wahrnehmen (‚perzipieren‘) und ausschließlich Gegenstand des Denkens ist, ließe sich mit der ‚ausgedehnten Welt‘ nicht abgleichen. Von diesen beiden Aufklärern wurde kein eigentlicher, erkenntnistheoretischer Beitrag geleistet. Sie beschäftigten sich mit epistemologischen Themen. Beide verwarfen die Behauptung Lockes, dass „einfache Vorstellungen“ abstrahiert werden können, als reine Spekulation. Beide gingen davon aus, dass Menschen nur Vorstellungen (‚perceptions‘) haben, die durch Sinnesreize und Veränderungen der Organlagen (‚sensations‘) hervorgerufen werden. Diese Vorstellungen werden nach einfachen Prinzipien der menschlichen Natur zu komplexen Vorstellungen verbunden und daraus Schlussfolgerungen (Wissen) gezogen. Diese Art „Wissen“ betrachteten sie stets als vorläufig und irrtumsträchtig. Hume empfahl daher den Gelehrten seine moderate skeptische Methode: „Ich beginne mit klaren und sich aus der Sache ergebenden Grundannahmen, gehe behutsam und jeden Schritt sichernd weiter, überdenke immer wieder meine Schlussfolgerungen und prüfe die sich daraus ergebenden Schlussfolgerungen sehr genau. … ich halte dies für die einzige Methode, durch die ich hoffen kann, Zutreffendes herauszufinden und einigermaßen dauerhafte und begründete Aussagen machen zu können.“

### Alexander Baumgarten
Die Mehrheit der deutschen Aufklärungsphilosophen behauptete, dass Objektivität durch exaktes Definieren von Begriffen aus apriorischen Ideen möglich sei. Alexander Gottlieb Baumgarten, ein Schüler Christian Wolffs schlug vor, den Begriff „Objektivität“ nicht mehr – wie Descartes – als mentale Eigenschaft des Erkennenden zu verwenden. Der Begriff 'Objektivität’ sollte stattdessen als eine vom Erkennenden unabhängige Eigenschaft von Ereignissen, Aussagen oder Einstellungen sein, der mit „Wahrheit“ bedeutungsgleich wurde.  Unter ‚Begriffen‘ verstand Baumgarten Sachen, die körperlich nicht wahrnehmbar sind. Er definierte jeden Begriff und setzte definierte Begriffe in Beziehung zueinander. Auf diese Weise entstand – wie in der Mathematik – ein geschlossenes System, das widerspruchsfrei und in diesem Sinne objektiv war. Es sollte widerspruchsfreie, d. h. objektive Aussagen über Ereignisse und sinnliche Gegenstände ermöglichen. Baumgartens „Metaphysik“ wurde im 18. Jahrhundert als die am weitesten verbreitete Textgrundlage philosophischer Vorlesungen an deutschen Universitäten von Philosophieprofessoren benutzt. Kant verwendete sie fast vierzig Jahre lang als Grundlage für seine Vorlesungen über Metaphysik, Anthropologie und Religion.

### Kant
Die erste deutsche Übersetzung von Humes Enquiry of Human Understanding erschien 1755, von Johann Georg Sulzer unter dem Titel Philosophische Versuche über die menschliche Erkenntnis verfasst. Immanuel Kant fühlte sich durch Hume aus seinem „dogmatischen Schlummer geweckt“ und schrieb seine Kritik der reinen Vernunft, mit der er Grundlagen für ein objektives, wissenschaftliches Forschen aufzeigen wollte. Er begegnete damit, dem – wie er urteilte – Humeschen Skeptizismus, um diesen für alle Zeiten aus der Philosophie auszuschließen. Kant akzeptierte die sinnlichen Wahrnehmungen als Beginn allen Erkennens. Er begründete die Objektivität der Erkenntnis durch die Behauptung, dass jedem Erkennenden formale mentale Eigenschaften zur Verfügung stehen, wie die Anschauungsformen von Raum und Zeit, den Kategorien und Begriffen des Verstandes, die vor jeder Erfahrung gegeben seien und die er deshalb als „apriorisch“ charakterisierte. Da man bei diesen mentalen Eigenschaften den Eindruck habe, dass die allen Menschen zur Verfügung stehen, nannte er sie 'transzendental', d. h. scheinbar außerhalb des Subjektiven gültig und daher auch scheinbar objektiv. Er fügte eine transzendentale Methodenlehre hinzu, die den richtigen Gebrauch dieser Eigenschaften verbürgen sollte. Diese Methodenlehre erst begründete die allgemeine Gültigkeit der 'transzendentalphilosophischen Erkenntnisse'. Allgemeingültigkeit war schließlich – neben den spontanen apriorischen Hervorbringungen des Verstandes – bei Kant das ausschlaggebende Kennzeichen der objektiven Gültigkeit von Aussagen und Begriffen, was als 'intersubjektive Objektivität’ interpretiert wurde.

### Charles Sanders Peirce
Nach dem semiotischen Modell von Charles Sanders Peirce ist Objektivität die Zielvorstellung einer 'wahren Gesamttheorie der Realität', die nie fassbar ist, weil Menschen es immer mit 'Zeichen' zu tun haben und nicht mit der Realität. Ein Zeichen ist etwas, das für etwas anderes steht und für jemanden eine Bedeutung hat. Zeichen, bzw. Interpretationen können Menschen nicht aufheben. Sie werden spontan vom Verstand hervorgebracht, sie werden kommuniziert und bei Bedarf weiter verändert. Dies wiederholt sich endlos. Menschen brechen den prinzipiell unendlichen Interpretationsprozess ab, wenn sie handeln. Eine Gesamttheorie, bzw. Objektivität sei höchstens als gemeinsame, intersubjektive Leistung denkbar.

### Max Weber
Für den Soziologen Max Weber, der in seinem berühmten Aufsatz von 1904 seinem eigenen Selbstverständnis nach auf Marx und Nietzsche antwortet, gibt es „keine schlechthin ‚objektive‘ wissenschaftliche Analyse des Kulturlebens oder … der ‚sozialen Erscheinungen‘“. Erkenntnis von Kulturvorgängen geschehe in der „individuell geartete[n] Wirklichkeit des Lebens“ in Abhängigkeit von „Wertideen“ und sei „stets eine Erkenntnis unter spezifisch besonderten Gesichtspunkten“.
Max Weber wendete sich gegen die Vermischung von Objektivität und Parteilichkeit und betonte die Pflicht zur Deutlichkeit.  Von Sozialwissenschaftlern wird erwartet, dass sie nach wissenschaftlicher Integrität und Objektivität streben und sich den bestmöglichen Standards in Forschung, Lehre und sonstiger beruflicher Praxis verpflichten. Im Dienst der Objektivität sozialwissenschaftlicher Forschungen werden so u. a. Arbeitsprogramme entwickelt, die vielfältige Formen sozialen Handelns unter den Bedingungen von (aktuellen) Modernisierungsprozessen untersuchen und versuchen den (je typischen) Sinn dieser Handlungsformen zu verstehen. Dabei werden folgende Gütekriterien angewendet: Durchführungsobjektivität, Auswertungsobjektivität und Interpretationsobjektivität, die jeweils durch den Grad der Übereinstimmung von Messergebnissen und Interpretationen abgeglichen werden. Nach ähnlichen Kriterien wird forschend in der empirischen Psychologie und empirischen Pädagogik verfahren.
In der Psychologie wird die wechselhafte Natur der psychischen Phänomene unter strikten Kriterien experimenteller Situationen beobachtet, um so Objektivität im Sinne von Allgemeingültigem zu erhalten. Auf diese Weise werde die Sicht auf komplexe Zusammenhänge verstellt und das Allgemeine nur sehr eingeschränkt gültig. In der Psychiatrie gäbe es nur eine scheinbare Objektivität der angewandten Behandlungsmethoden. Therapie sei stets ein Konstrukt für einen ganz bestimmten Patienten und trotz allen Wissens, bzw. objektiver Kriterien sei nicht zu klären, warum Patienten gesund werden.

## Zeitgenössische Positionen

### Jürgen Habermas
Habermas hält Objektivität für unmöglich. Sie sei auch nicht wünschenswert, da die Wissenschaften durch erreichte Objektivität eine „‚spezifische Lebensbedeutsamkeit‘ einbüßten“. Er setzt die Offenlegung „erkenntnisleitender Interessen“[17] an die Stelle der Objektivität. Beispielhaft vorgeführt wird das von Hans-Ulrich Wehler in der Einleitung seiner „Deutsche[n] Gesellschaftsgeschichte“.

### Niklas Luhmann
Für Niklas Luhmann sind Objektivität und Subjektivität keine Gegensätze, sondern ähnliche Begriffe in verschiedenartigen Systemen. Objektiv ist, was sich im Kommunikationssystem (= Gesellschaft) bewährt. Subjektiv ist, was sich im einzelnen Bewusstseinssystem (grob gesprochen: im Kopf eines Menschen) bewährt. Bewusstseinssysteme können dann „subjektiv das für objektiv halten, was sich in der Kommunikation bewährt, während die Kommunikation ihrerseits Nicht-Zustimmungsfähiges als subjektiv marginalisiert“.

### Ernst von Glasersfeld
Nach Ernst von Glasersfeld, einem Vertreter des Radikalen Konstruktivismus, ist alle Wahrnehmung und jede Erkenntnis subjektiv; siehe auch Subjektivismus. Intersubjektiv wird eine Erkenntnis dann, wenn auch andere Menschen diese Erkenntnis erfolgreich anwenden. Da auch deren Erkenntnis aber subjektiv ist, wird damit keine Objektivität gewonnen, sondern eben nur Intersubjektivität. Damit ist aber auch keine Erkenntnis der Realität, ‚so wie sie ist‘, möglich. Von Glasersfeld beansprucht daher, die in erkenntnistheoretischen Konzepten für Objektivität vorausgesetzte Trennung von Objekt und Subjekt – wie bei Descartes – überwunden zu haben.

### Harding und Haraway
Im Poststrukturalismus ist die Theorie von Sandra Harding und Donna Haraway verortet. Sie unterscheiden in einem Ansatz feministischer Wissenschaft „schwache“ und „starke“ Objektivität: Als ‚schwache Objektivität‘ bestimmen sie die traditionelle Objektivität der Wissenschaften, die männlich dominiert bzw. codiert sei. Um eine ‚starke Objektivität‘ zu erreichen, müssten Forscher den Standpunkt ihrer eigenen sozialen Gruppenzugehörigkeit in die wissenschaftliche Arbeit bewusst mit einbeziehen und reflektieren. Es sei davon auszugehen, dass Gruppen, die beherrscht werden, zu besseren Objektivierungen kommen; da traditionelle Objektivität ihre eigene Positionierung (als männlich und beherrschend) ausblendet, während beherrschte Gruppen sowohl den eigenen Standpunkt, als auch den der Herrschenden notgedrungen im Blick haben müssen. Das wissende Subjekt sollte genauso kritisch betrachtet werden wie das Objekt des Wissens.

## Hermeneutik
Allgemeine Aussagen über den gegenwärtigen Stand, bzw. Standard von Objektivität sind angesichts der Fülle von Interpretationen nur unter Vorbehalt möglich. Darauf verweisen neue Bezeichnungen, wie z. B. Objektivierung, Objektivation und deren Pluralbildungen. Es ist von ‚Objektivitäten‘ die Rede und außerdem hat jede Wissenschaft ihre spezifischen Vorstellungen von und Umgangsweisen mit Objektivität, die ständigen Veränderungen unterworfen sind und individuell benutzt werden. Objektivität wird daneben als Eigenschaft von Einstellung bzw. Verhalten verstanden: ‚objektiv‘ hat hier dann die Mitbedeutung von ‚neutral‘ oder ‚sachlich‘.
Objektivität ist in den vorwiegend empirisch orientierten Wissenschaften, die es auch in traditionellen Geisteswissenschaften gibt, inhaltlich und zeitlich begrenzt. Jede einzelne Wissenschaft fasst ihre Objektivität, indem sie Kriterien bestimmt, die in dieser gemeinsam akzeptiert sind. Sie sind einerseits allgemeiner Art und werden andererseits für konkrete Forschungsprojekte detailliert bestimmt. Dies trifft z. B. für Testtheorien und andere Verfahren der Datenerhebung bzw. experimentelle Vorgehensweisen in den Naturwissenschaften und Kulturwissenschaften zu. In den jeweiligen Geistes- bzw. Kulturwissenschaften werden gemeinsam akzeptierte theoretische Rahmen gesetzt, innerhalb deren längerfristig wissenschaftsspezifische 'Objektivitäten' entwickelt werden. Dies gilt z. B. für den Rahmen der Hermeneutik. Es ist außerdem feststellbar, dass in den Geistes- bzw. Kulturwissenschaften über mögliche Objektivierungen verhandelt wird. D. h. es wird daran gearbeitet subjektive Erlebnisse und Zustände zum Gegenstand objektiver Untersuchungen zu machen und so zu objektivieren.

### Der hermeneutische Rahmen
Hans Georg Gadamer veröffentlichte im letzten Jahrhundert Wahrheit und Methode, einen philosophischen Beitrag, in dem er den Begriff ‚Verstehen‘ als Grundvoraussetzung allgemein geteilter Objektivität in den Mittelpunkt der Betrachtung stellte. Dieser Ansatz fand Eingang in die Theorien der geistes- und kulturwissenschaftlichen Forschungen.
Auch Otto Friedrich Bollnow, ein Zeitgenosse Gadamers, hielt Hermeneutik für den Ansatz, mit dem die Geisteswissenschaften ein objektives Profil entwickeln konnten, das auch die ausgeprägte Beziehung dieser Wissenschaften zum menschlichen Leben mit einschloss. Bollnow verband dabei Objektivität mit Wahrheit und ging davon aus, dass sich in den Geisteswissenschaften Allgemeingültigkeit nicht mit gleicher Strenge wie in den Naturwissenschaften erreichen ließe.
Erreichbar aber sei
1. ein immer tieferes Eindringen in die Sache.
2. die eigene erforschte Wahrheit für einen anderen Menschen offen und nachvollziehbar zu machen. Bollnow nannte dies „Übersubjektivität“.
3. die Veränderung des Subjektes durch die erkannte Wahrheit der Sache.[32]

### Hermeneutische Objektivität
Für die Germanistik, Literaturwissenschaft und Komparatistik ergab sich daraus, dass objektiv i. S. von allgemeingültig „sich auf Bedeutungen und Werte erstreckt, so … dass diese in einer gegebenen Gemeinschaft verstanden, diskutiert, angenommen oder verworfen werden können.“ Subjektivität schließt Objektivität mit ein, solange sie sich an der Sache orientiert.
Einen inhaltlich vergleichbaren und umfassenden Rahmen machte Erich Weniger für die geisteswissenschaftliche Pädagogik geltend, als er feststellte, dass Objektivität hier immer die Befangenheit bzw. den Standpunkt des Forschers deutlich macht. Erst diese Befangenheit ermöglicht wahre Objektivität.
Der Historiker Leopold von Ranke wollte „die Dinge reden lassen und sie so zeigen, wie sie waren“. Schon Jacob Burckhardt hielt die Objektivität der Geschichtswissenschaft für fragwürdig. Historiker sind sich heute darin einig, dass sie Vergangenes nicht objektiv rekonstruieren können. Es gibt keine vereinzelten beobachtbaren Tatsachen in der Geschichtsschreibung, mit denen experimentiert werden könne. Eine empirische Geschichtswissenschaft bleibt daher eine Illusion. Dagegen setzt man hier im Rahmen der Hermeneutik auf die Objektivität des Geschichtsforschers, die immer auch dessen jeweilige Interpretation mit einschließt. Betont wird, dass erst Quelle, Vorwissen, Interpretation zusammen ein objektives Bild ergeben.
Die relative Objektivität des hermeneutischen Rahmens 'Verstehen' bzw. 'Verständnis’ rief Kritik hervor. Die Gefahr sei groß, dass die Wissenschaften sich zu „Instrumentierungen“ der Herrschaftsausübung von ausgebildeten Weltanschauungen verändern.

## Naturwissenschaftliche Objektivität
„Die Konzeption einer vollständig ›objektiven‹, physikalischen Realität kann aber nur auf der Grundlage einer theoretisch zwar konstruierbaren, aber epistemisch unerreichbaren, vollständigen Exklusion von subjektiven Phänomenen aus der Welt zustande kommen. Sowohl die Konzeption einer bewusstseinsunabhängigen, gänzlich ›objektiven‹, physikalischen Realität als auch die damit verbundene Exklusion von subjektiven Phänomenen, sind paradoxerweise mentale Konstrukte.“

Wissenschaftstheoretische Hinweise auf „tief sitzende Denkstile eines bestimmten Denkkollektivs“ – wie z. B. Ludwik Fleck sie lieferte – scheinen bisher überwiegend verhallt. Wissenschaftliche Erkenntnisse der Physik und Chemie beziehen sich stets auf Experimente. Hier ein Beispiel aus der Chemie: „Der Wissenschaftler macht seine Experimente … Er tritt unvoreingenommen an die Natur heran (blank page) und fasst die Ergebnisse der Experimente zu Gesetzen zusammen. Ein Beispiel wäre die chemische Synthese. Es werden mehrere chemische Verbindungen Syntheseschritten unterworfen, und das Ergebnis der Synthese wird mit einem analytischen Gerät (z. B. Kernresonanzspektrometer, NMR) untersucht. Man erhält ein bestimmtes Signal. Die Synthese wird mehrfach wiederholt, und man erhält jedes Mal das gleiche Spektrum. Eine derartige wiederholte Wahrnehmung wird Beobachtung genannt. Die Beobachtung wird dann als allgemeingültiger Satz formuliert: ‚Wenn Substanz A und Substanz B unter den Bedingungen XY zusammengegeben werden, entsteht C‘. Dieser Satz gilt … für alle späteren möglichen Experimente unter entsprechenden Bedingungen.“
Die so gewonnenen empirischen Daten werden ausgewertet und auf allgemein beschreibbare Vorgänge untersucht. Die quantitativen Messergebnisse werden nach mathematischen Zusammenhängen der gemessenen Größen bewertet. Die Mathematik gilt als das wichtigste Instrument zur Beschreibung der Natur und ist Bestandteil der meisten Theorien. Das Quantitative wird von Naturwissenschaftlern als Begriffsform verwendet; sie ist eine Methode, die auf Messung und Formalisierung des Beobachteten beruht. Naturwissenschaftler gehen mehrheitlich davon aus, dass die von ihnen verwendeten ‚Begriffe und Gesetze‘ der Interpretation ihrer Arbeitsergebnisse „naturgegebenen Bestandteilen unserer Welt“, entsprechen.
Wenn experimentelle Ergebnisse – unabhängig überprüft – sich bestätigen, so ist ihre Objektivität bewiesen. Darüber hinaus werden philosophische Konzepte empfohlen, die Forscher als Rahmen für ihre naturwissenschaftlichen Forschungen nützen können, wenn sie ihre Aussagen bewerten, einordnen bzw. zu Theorien ausarbeiten möchten. Popper, Kuhn, Feyerabend und Lakatos werden als mögliche Ideengeber genannt.
Der Biologe Jakob Johann von Uexküll schloss aus seinen Forschungen über die ausschließlich subjektiven Umwelten von Tieren und Menschen, dass Objektivität nichts als eine „Denkbequemlichkeit“ sei. Die „objektiven Naturgesetze“ charakterisierte er als „konventionelle Objektivität“, als Vereinbarungen von Wissenschaftlern. Die allen Menschen gemeinsame biologische Ausstattung, ähnliche Empfindungen und die Gewohnheit, es gäbe „Objektivität“, veranlassten Wissenschaftler Objektives zu behaupten. „Der Versuch, eine … absolute objektive Welt in der Vorstellung zu erbauen, hat sich totgelaufen.“

### Kritischer Rationalismus
Popper der Begründer des Kritischen Rationalismus, verteidigte den Begriff der Objektivität. Er kritisierte zwar die klassische Sichtweise zum Begriff der Objektivität, nach der Wissen und Erkenntnis durch Begründungsmethoden seine Objektivität erhalte und die Objektivität für die Richtigkeit und Zuverlässigkeit des Wissens garantieren könne. Aber er wies darauf hin, dass Objektivität zumindest im Sinne von intersubjektiver Überprüfbarkeit möglich sei. Später erweiterte er seine Sicht und sprach sich für Objektivität im Sinn von „so ist die Welt“ aus, denn auch wenn eine Annahme nicht begründet werden könne, könne sie dennoch wahr sein und mit der Wirklichkeit übereinstimmen. Wenn sie tatsächlich wahr sei, dann könne sie nicht nur intersubjektiv überprüft werden, sondern auch ihre Konsequenzen wären objektiv zutreffend. Er übernahm Churchills Beispiel der Sonne: Man könne die zutreffende Annahme, dass sie extrem heiß und daher für Lebewesen tödlich sei, nicht nur überprüfen, sondern wer in die Sonne fliege, der erleide auch objektiv den Tod. Popper blieb damit im unhintergehbaren Zirkel des kulturell erworbenen Wissens und verwendete für dessen Einordnung und dem Umgang damit den Glauben an die Evolution und die Objektivität.

## Medientheorie
Medienforscher sind sich inzwischen einig, dass es in der Berichterstattung immer zu einer Verzerrung der Realität kommt. Es wäre ein Irrtum davon auszugehen, dass es sich bei Dokumentationen um „abbildliche Reproduktionen von hochgradiger Objektivität“ handelte. Bildungsmedien – wie die vom FWU (Institut für Film und Bild in Wissenschaft und Unterricht) produzierten – werden seit den 1960/70er Jahren kritisch reflektiert und mit entsprechendem Begleitmaterial zur Verfügung gestellt. Seit der Verbreitung digitaler Medien setzt man auf die Pluralisierung und Demokratisierung der Wissenschaftsentwicklung, um mit qualitativen Kriterien der Kulturwissenschaften, die Aspekte der Wissensgewinnung (Epistemologie) mit einbeziehen, die Objektivität von Medien angemessen zu sichern.
Repräsentationen von Wirklichkeit erwecken im Medium 'Fernsehen' beim Zuschauer den Eindruck von Objektivität. Dies mache es nötig, Forschungsprojekte zu initiieren und zu unterstützen, die den Einfluss der Fernsehsendungen auf die Gesellschaft untersuchen. Ohne derartige Bemühungen verliere der multimediale Journalismus zunehmend an Sinn, Originalität und Objektivität.
Objektivität ist auch ein Ideal von Internet-Dokumentationen. Objektivität einer Internet-Enzyklopädie z. B. bedeute, „dem Benutzer des Lexikons durch das Angebot von Fakten die Bildung eines eigenen Urteils zu ermöglichen…“